# 野木沢駅
野木沢駅（のぎさわえき）は、福島県石川郡石川町大字中野字水内（みずうち）にある、東日本旅客鉄道（JR東日本）水郡線の駅である。

## 歴史
- 1934年（昭和9年）12月4日：開業[2]。
- 1970年（昭和45年）10月1日：貨物および荷物の扱いを廃止[3]。無人化[4]。個人商店に乗車券発売を委託した簡易委託駅となる[5]。
- 1977年（昭和52年）3月：駅舎を減築[6]。
- 1987年（昭和62年）4月1日：国鉄分割民営化により、JR東日本の駅となる[2]。
- 1995年（平成7年）：簡易委託を解除し、無人化。
- 1996年（平成8年）9月2日：JAあぶくま（2016年〈平成28年〉からJA夢みなみ）の石川野木沢支店と合築の駅舎に改築[7]。

## 駅構造
単式ホーム1面1線を有する地上駅である。行き違い設備廃止までは相対式ホーム2面2線を持ち、旧ホームが現在も残る。
水郡線統括センター（常陸大子駅）管理の無人駅である。

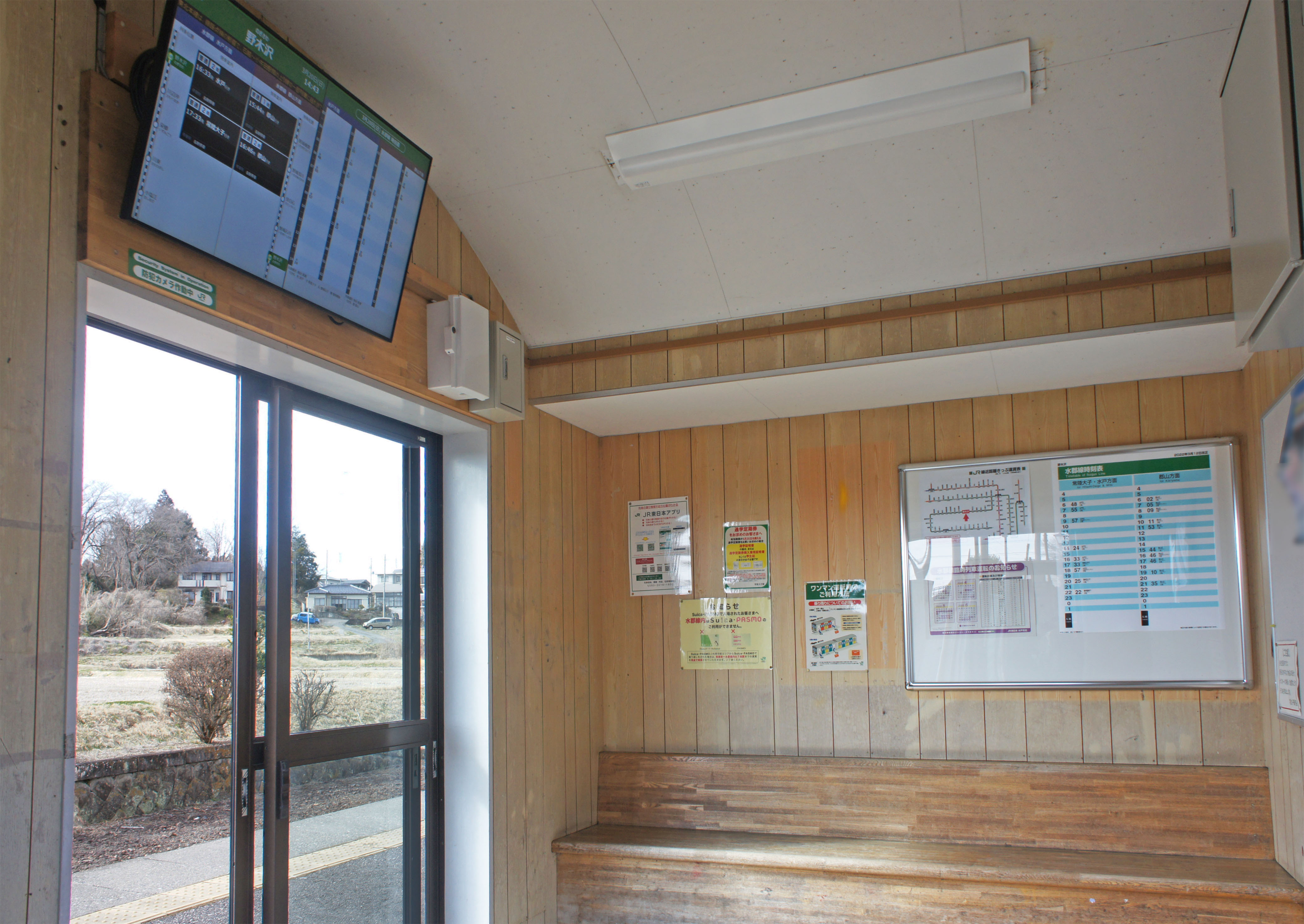
待合室（2022年3月）
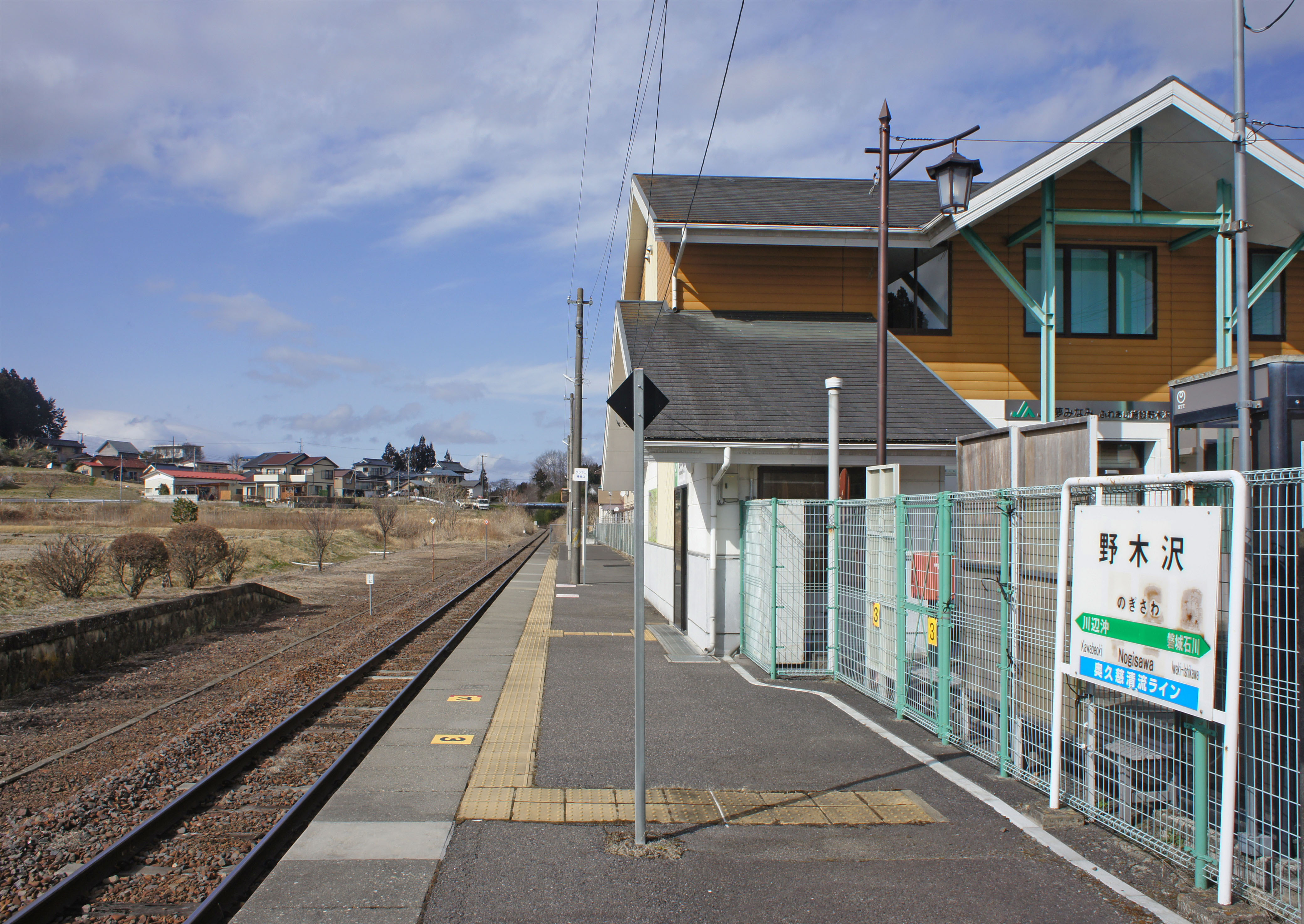
ホーム（2022年3月）

## 利用状況
「福島県統計年鑑」によると、2000年度（平成12年度）- 2004年度（平成16年度）の1日平均乗車人員の推移は以下のとおりであった。
| 乗車人員推移       | 乗車人員推移     | 乗車人員推移 |
| 年度               | 1日平均 乗車人員 | 出典         |
| ------------------ | ---------------- | ------------ |
| 2000年（平成12年） | 123              | [ 8 ]        |
| 2001年（平成13年） | 112              | [ 9 ]        |
| 2002年（平成14年） | 129              | [ 10 ]       |
| 2003年（平成15年） | 134              | [ 11 ]       |
| 2004年（平成16年） | 148              | [ 12 ]       |

## 駅周辺

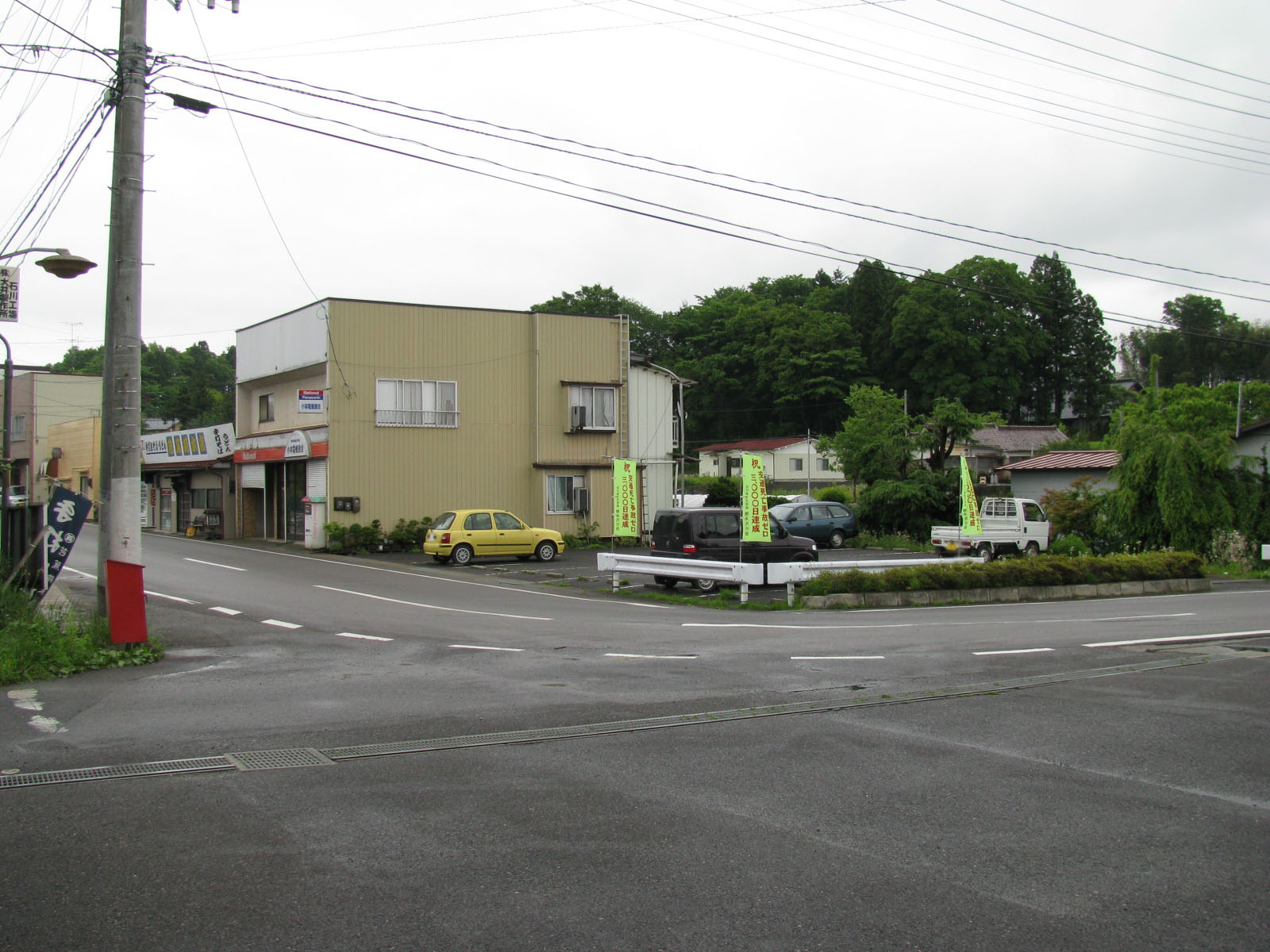
駅前

駅前にはペグマタイトの塊が展示されている。
- 国道118号
- 福島県道139号母畑白河線
- 野木沢郵便局
- 石川西部工業団地
- 悪戸古墳群
- 福島交通「野木沢駅前」停留所

## 隣の駅
東日本旅客鉄道（JR東日本）
■水郡線
磐城石川駅 - 野木沢駅 - 川辺沖駅